# متحف بيت الخليفة
متحف بيت الخليفة بأم درمان في منطقة غنية بآثار حقبة الدولة المهدية، وكان في السابق مقرا لسكن الخليفة عبد الله التعايشي إبان الدولة المهدية وخليفة قائد الثورة المهدية الإمام محمد أحمد المهدي، وقد شيد المبنى عام 1887م على يد المعماري الإيطالي بيترو كما شيد الجزء الملحق به والمكون من طابقين عام 1891م وقد تحول المنزل إلى متحف تاريخي عام 1928م وهو يحتوي على العديد من المقتنيات النادرة لتلك الحقبة كما يشتمل على مقتنيات تعود إلى ما قبل الدولة المهدية.

## نشأة وتأسيس المتحف
أنشئ المتحف في الفترة من 1886م ـ1888م، وأنشئ الطابق الاعلي عام 1890م، وتبلغ مساحة البيت 3500 متر طولياً من الشمال الي الجنوب و129 متر من الشرق للغرب. قام بإنشاء البيت رجل من الأنصار يدعي حمد عبد النور، وقام بوضع الخارطة إيطالي يدعي (بيترو). والبيت يمثل لوحة عمرانية وكان يسكن فيه الخليفة عبد الله التعايشى بحياته وكان فيه ديوان حكمه.

### مقتنيات المتحف
يحتوي متحف بيت الخليفة علي العديد من المقتنيات النادرة الخاصة بفترة المهدية وأخرى تعود إلي ما قبل فترة المهدية مثل: 
ــ أسلحة نارية مثل مسدسات يعود تاريخها إلى العهد التركي وأخرى خاصة بدولة المهدية مثل (حراب وسيوف) 
ــ جباب (جمع جبة). 
ـ تقارير ومكاتبات تاريخية.
ــ نقود ومسكوكات.
ــ الرايات المهدية. 
ــ قطع فخارية وقطع نقود تعود لفترة نبتة ومروي.
أدوات حجرية والمطبعة التي كانت تسمى (بمطبعة الحجر).

## أقسام المتحف
غرفة للزائرين 
ــ ديوان الشورى.
ــ غرف الوزراء.
ـ سكن زوجات الخليفة مثل أم كلثوم بنت الإمام المهدي.
ــو البيت يحتوي على عدة أبواب وهي: ــ باب لزوجاته وواطفاله، وباب للزوار، وباب المسجد، وباب يدخل به الأمير يعقوب شقيق الخليفة عبد الله، وكان لايسمح بدخول أي شخص إلا من الباب المخصص له.
ــ وبيت الخليفة به إنفاق، نفق يؤدي لبيت المال «سجن أم درمان»، ونفق يؤدي لبيت الأمانة «الرياضة أم درمان».

## صور

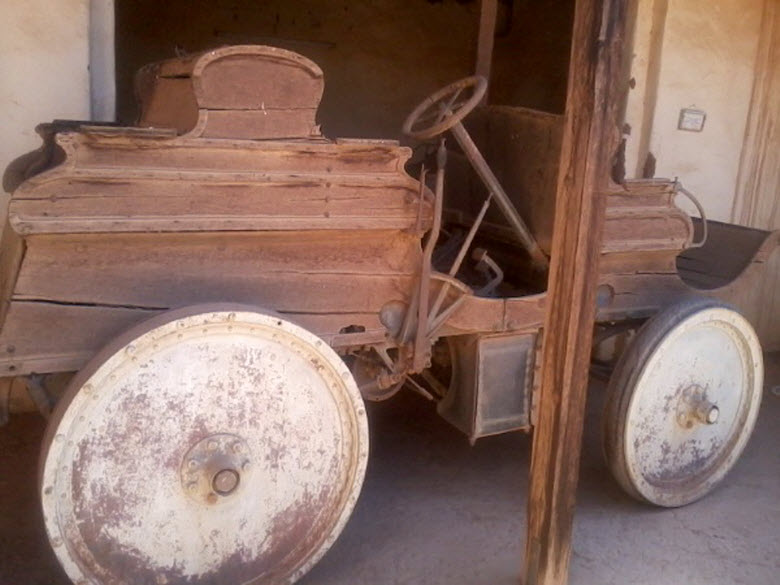
عربة ماركة بورش في متحف الخليفة عبد الله
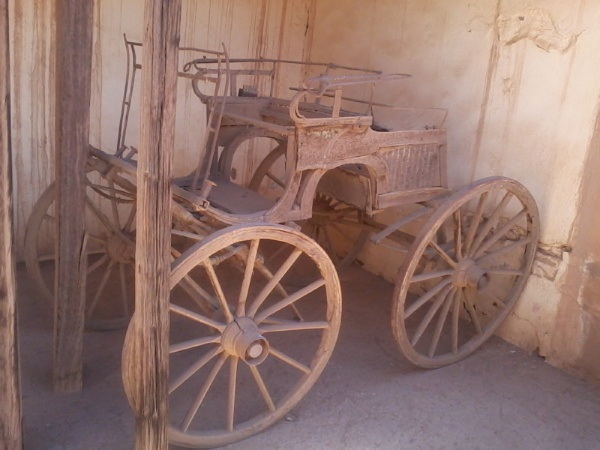
عربة في متحف الخليفة عبد الله
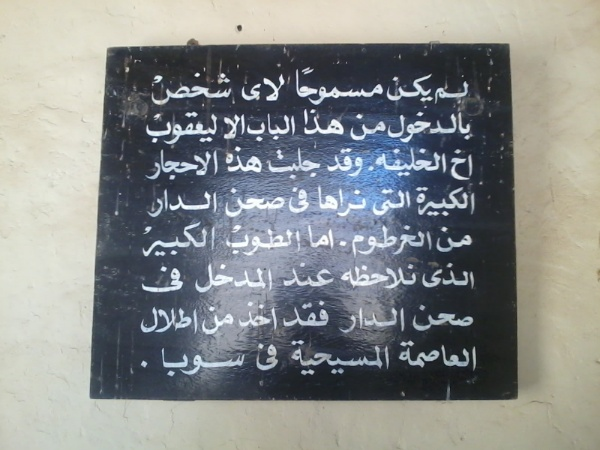
داخل متحف الخليفة عبد الله-أم درمان